# Aitor Buñuel
Aitor Buñuel Redrado (Tafalla, 10 februari 1998) is een Spaans voetballer die bij voorkeur als rechtsback speelt. Hij stroomde in 2015 door vanuit de jeugd van CA Osasuna.

## Clubcarrière
Buñuel sloot zich in de jeugd aan bij CA Osasuna. In 2015 werd bij het eerste elftal gehaald. Op 16 mei 2015 debuteerde hij in de Segunda División tegen Real Valladolid. Op 19 december 2015 maakte de rechtsachter zijn eerste competitietreffer tegen CD Numancia. Tijdens het seizoen 2015/16 speelde hij elf competitieduels, waarmee hij een aandeel had in de promotie naar de Primera División. Op 19 augustus 2016 debuteerde hij op het allerhoogste niveau in de uitwedstrijd tegen Málaga CF.

## Interlandcarrière
Buñuel kwam reeds uit voor diverse Spaanse nationale jeugdselecties. In 2015 debuteerde hij in Spanje –19.